# Saures
Els saures (Sauria) són un subordre de rèptils de l'ordre dels escatosos que agrupa les sargantanes, els dragons, els camaleons, les iguanes i els varànids, entre d'altres. Aquest subordre, que comprèn 2.700 espècies, és representat als Països Catalans per les famílies dels gecònids, lacèrtids, escíncids i ànguids.

## Morfologia

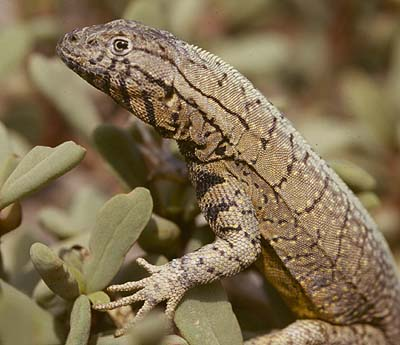
Microlophus peruvianus

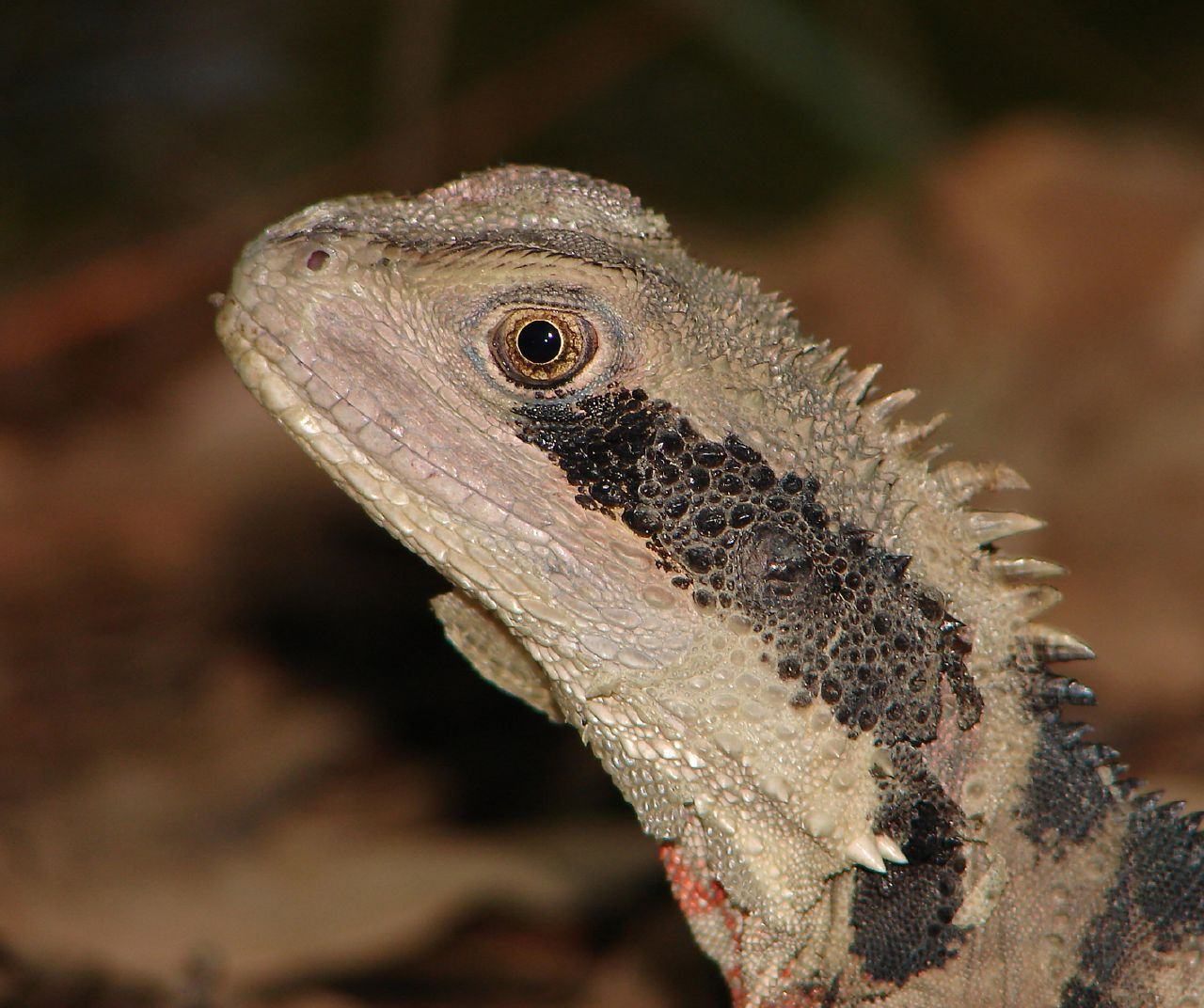
Physignathus lesueurii

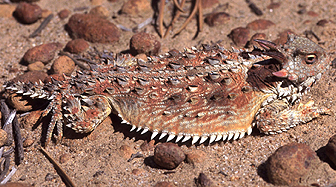
Phrynosoma coronatum

Cos allargat cobert amb escates còrnies i, de vegades, òssies, amb cintura escapular i pelviana. Dos parells de potes pentadàctiles ben desenvolupades, encara que hi ha algunes espècies que no en tenen (família dels ànguids i algunes espècies dels escíncids). Gairebé sempre tenen tres parpelles, que poden ésser transparents, una de les quals té funcions de membrana nictitant. Algunes espècies tenen ull parietal.

## Ecologia
Són animals terrestres que habiten en zones càlides, on romanen llargues estones prenent el sol. A l'estació desfavorable presenten hibernació.
Són inofensius i, als Països Catalans, només el llangardaix verd (Lacerta viridis) i el llangardaix comú (Lacerta lepida), poden produir mossegades perilloses.
Com a sistema de defensa tenen la fugida i la possibilitat de l'autoamputació de la cua, la qual poden desprendre amb molta facilitat per efecte d'una forta contracció muscular (i mentre el bellugueig de la cua distreu l'enemic, poden fugir) i la poden regenerar amb facilitat. Una cua regenerada es caracteritza per la manca dels anells regulars d'escates.
Mengen cucs o insectes vius, malgrat que alguns són frugívors i poden completar la dieta amb vegetals tendres.
Es reprodueixen des del mes de març fins al juny. Són animals ovípars (les femelles dipositen els ous en forats del sòl, els colguen i se'n desentenen totalment) però hi ha alguns representants que són ovovivípars com els escíncids.